# Sergio Catalán
Sergio Catalán (San Ignacio, 22 de abril de 1972) é um ator mexicano.

## Biografia
Iniciou sua carreira artística em 1995 com uma pequena participação na novela Pobre niña rica. 
Em 1996 sua grande oportunidade veio quando protagonizou a novela Bendita mentira, ao lado de Mariana Levy e da primeira atriz Angélica María. Esse personagem lhe rendeu o prêmio de Revelação Masculina no TVyNovelas 1997.
Posteriormente participou de Vivo por Elena, Nunca te olvidaré onde teve grande destaque e Tres mujeres.
Em 2002, participou da telenovela coproduzida por Fonovideo e Venevisión Gata Salvaje , estrelada pela mexicana Marlene Favela e pelo cubano Mario Cimarro , que foi um grande sucesso em todo o continente.
Em 2003 voltou ao México e interpretou seu segundo vilão na novela Bajo la misma piel, onde dividiu o palco com atores de destaque como Kate del Castillo , Alejandro Camacho e Diana Bracho, entre outros. 
Em 2006 , participou da telenovela Tierra de pasiones , da Telemundo , que também foi um grande sucesso de público.
Em 2009, participou da novela En nombre del amor interpretando um plagiador de livros. Essa foi sua última novela antes dele se retirar da televisão.
Além de seu trabalho em novelas, ela participou de onze episódios da Mulher, casos de la vida real, e em dois episódios da série dramática La rosa de Guadalupe .

## Carreira

### Telenovelas
- En nombre del amor (2008-2009) .... Darío Peñaloza
- Tierra de pasiones (2006) .... Jorge San Román
- La madrastra (2005) .... Flavio Marinelli
- Bajo la misma piel (2003) .... Patricio Leyva
- Gata salvaje (2002) .... Gabriel Valencia
- Aventuras en el tiempo (2001) .... Luis Fernando Téllez
- Cuento de navidad (1999-2000) ....
- Tres mujeres (1999-2000) .... Valentín
- Nunca te olvidaré (1999) .... Juan Moraima
- Vivo por Elena (1998) .... Adolfo
- Bendita mentira (1996) .... Diego de la Mora
- Pobre niña rica (1995-1996) .... Eduardo

### Séries de televisão
- Como dice el dicho (2011) .... Álvaro (episodio "Nunca es tarde para hacer el bien")
- La rosa de Guadalupe (2008) .... dos episodios: Tacos de Canasta
- Mujer, casos de la vida real (1997-2007) (12 episódios)
- Sábado gigante (2001)

### Cinema
- Cabeza de buda (2009) .... Cura

### Teatro
- Spamalot (2011)